# Tâm lý học ứng dụng
Tâm lý học ứng dụng là việc sử dụng các phương pháp tâm lý và phát hiện của tâm lý học khoa học để giải quyết các vấn đề thực tiễn về hành vi và kinh nghiệm của con người và động vật. Sức khỏe tâm thần, tâm lý tổ chức, quản lý kinh doanh, giáo dục, y tế, thiết kế sản phẩm, công thái học và luật pháp chỉ là một vài trong số các lĩnh vực bị ảnh hưởng bởi việc áp dụng các nguyên tắc và phát hiện tâm lý. Một số các lĩnh vực tâm lý học ứng dụng bao gồm tâm lý học lâm sàng, tâm lý học tham vấn, tâm lý học tiến hóa, tâm lý công nghiệp và tổ chức, tâm lý học pháp lý, tâm lý học thần kinh, tâm lý sức khỏe nghề nghiệp, yếu tố con người, tâm lý học pháp y, tâm lý học kỹ thuật, tâm lý học học đường, tâm lý học thể thao, tâm lý học giao thông, tâm lý học cộng đồng, và tâm lý học y tế. 
Ngoài ra, một số lĩnh vực chuyên ngành trong lĩnh vực tâm lý học nói chung đã áp dụng các ngành (ví dụ, tâm lý học xã hội ứng dụng, tâm lý học nhận thức ứng dụng). Tuy nhiên, ranh giới giữa các chuyên ngành phụ với các chuyên mục tâm lý học ứng dụng chính thường bị mờ. Ví dụ, một nhà tâm lý học yếu tố con người có thể sử dụng một lý thuyết tâm lý học nhận thức. Điều này có thể được mô tả giống với tâm lý nhân tố con người hoặc là tâm lý học nhận thức ứng dụng.

## Lịch sử
Người sáng lập tâm lý học ứng dụng là Hugo Münsterberg. Ông đến Mỹ (Harvard) từ Đức (Berlin, Phòng thí nghiệm Stern), được William James mời, và, giống như nhiều nhà tâm lý học khao khát trong cuối thế kỷ 19, ban đầu nghiên cứu triết học. Münsterberg quan tâm nhiều đến lĩnh vực tâm lý học như tâm lý học có chủ đích, tâm lý xã hội và tâm lý pháp y. Năm 1907, ông đã viết một số bài báo trên tạp chí liên quan đến các khía cạnh pháp lý của lời khai, lời thú tội và thủ tục phòng xử án, cuối cùng đã phát triển thành cuốn sách của ông, On the Witness Stand. Năm sau, Khoa Tâm lý học Ứng dụng đã liền kề với Phòng thí nghiệm Tâm lý Harvard. Trong vòng 9 năm, ông đã đóng góp tám cuốn sách bằng tiếng Anh, áp dụng tâm lý học vào giáo dục, hiệu quả công nghiệp, kinh doanh và giảng dạy. Cuối cùng Hugo Münsterberg và những đóng góp của ông sẽ định nghĩa ông là người tạo ra tâm lý học ứng dụng. Năm 1920, Hiệp hội Tâm lý học Ứng dụng Quốc tế (IAAP) được thành lập, là xã hội học thuật quốc tế đầu tiên trong lĩnh vực tâm lý học.  
Hầu hết các nhà tâm lý học chuyên nghiệp ở Mỹ đã làm việc trong một môi trường học thuật cho đến Thế chiến II. Nhưng trong chiến tranh, các lực lượng vũ trang và Văn phòng Dịch vụ Chiến lược đã thuê các nhà tâm lý học lái xe để làm việc về các vấn đề như tinh thần quân đội và thiết kế tuyên truyền. Sau chiến tranh, các nhà tâm lý học đã tìm thấy một loạt các công việc bên ngoài học viện. Kể từ năm 1970, số lượng sinh viên tốt nghiệp đại học có bằng cấp về tâm lý học đã tăng hơn gấp đôi, từ 33.679 lên 76.671 vào năm 2002. Số lượng bằng thạc sĩ và tiến sĩ hàng năm cũng tăng đáng kể so với cùng kỳ. Trong khi đó, bằng cấp trong các lĩnh vực liên quan đến kinh tế, xã hội học và khoa học chính trị vẫn không đổi.
Các tổ chức chuyên nghiệp đã tổ chức các sự kiện và cuộc họp đặc biệt để thúc đẩy ý tưởng về tâm lý học ứng dụng. Năm 1990, Hiệp hội Tâm lý học Hoa Kỳ đã tổ chức Hội nghị thượng đỉnh về khoa học hành vi và thành lập "Sáng kiến vốn nhân lực", bao gồm các trường học, năng suất tại nơi làm việc, ma túy, bạo lực và sức khỏe cộng đồng. Hiệp hội Tâm lý học Hoa Kỳ tuyên bố 2000-2010 là Thập kỷ của Hành vi, với phạm vi rộng tương tự. Phương pháp tâm lý được coi là áp dụng cho tất cả các khía cạnh của cuộc sống và xã hội loài người.